# QNet
 (février 2024).
L'article doit être relu — et modifié si nécessaire — par des contributeurs indépendants pour apporter un regard critique aux contributions effectuées en violation des conditions d'utilisation de Wikipédia, tant sur la forme (notamment concernant le style encyclopédique, la proportionnalité) que sur le fond (la neutralité de point de vue, la qualité et l'indépendance des sources).
 (juin 2020).
QNet Ltd (anciennement QuestNet et GoldQuest) est une société de vente multiniveau fondée en 1998 par l'homme d'affaires Vijay Eswaran et Joseph Bismark. 

## Historique
Bien que né et élevé en Malaisie, Vijay Eswaran poursuit ses études supérieures au Royaume-Uni où il a apprend le fonctionnement des plans de marketing multi-niveaux. Il travaille ensuite aux Philippines pour une société du même domaine,.
En 1998, QNet obtient les droits de distribution officiels pour les pièces commémoratives des Jeux olympiques d'été de 2000 à Sydney. Ses produits sont fabriqués essentiellement en Europe (Allemagne, France, Suisse), en Australie et son produit de filtration de l'eau certifié par NSF.

En 2005, QNet a acquis la société de télécommunications britannique QI Comm. La société a également annoncé qu'elle comptait plus d'un million de distributeurs indépendants lors du lancement du magazine aspIRe. En 2006, QNET a commencé à commercialiser des produits énergétiques, de santé et de nutrition, et la même année, QNET a acquis Prana Resorts and Spa, un complexe de vacances végétalien à Koh Samui. QNET a également acquis l'horloger suisse Cimier. En 2007, le groupe QI a acquis Down To Earth (DTE), une chaîne de magasins de produits de santé biologiques à base de plantes à Hawaï.

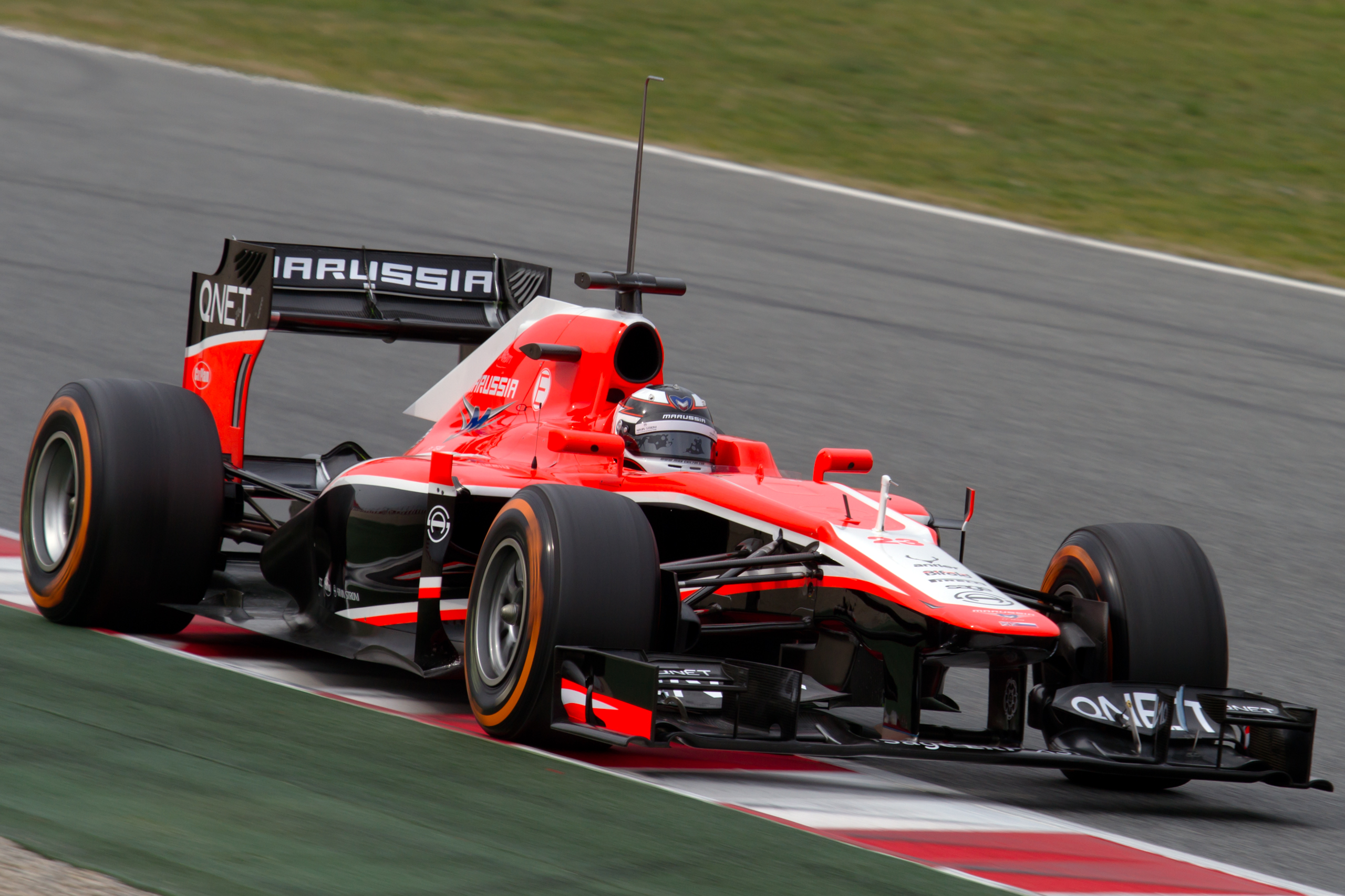
Le logo de QNet est visible sur la Marussia MR02 de Max Chilton en 2013.

## Sponsoring et mécénat
En août 2014, Qnet signe un accord de partenariat avec Manchester City,. En 2019, le partenariat a été prolongé à dix ans, permettant à QNET de rester le partenaire officiel de vente directe des équipes masculine et féminine,.
En 2018, QNET devient le partenaire officiel de vente directe des compétitions interclubs de la Confédération Africaine de Football, notamment la Total CAF Champions League, la CAF Total Confédération Cup et la CAF Total Super Cup,.